# Conjunto histórico de Andújar
La ciudad española de Andújar se sitúa en una extensa llanura, de gran riqueza agrícola, entre Sierra Morena y el Guadalquivir. Por su localización, es paso de diferentes comunidades que generan actividades comerciales, demandan servicios e infraestructuras y dan lugar a intercambio de tradiciones y costumbres.
Estos aspectos se verán reflejados en la distribución urbana del conjunto, cuya conformación viene definida en dos fases. La primera se desarrolla desde los asentamientos de las culturas prehistóricas, Edades de Cobre y Bronce, hasta la dominación musulmana de la ciudad en el siglo IX. La segunda transcurre desde el siglo IX al siglo XX.
La declaración como Bien de Interés Cultural, con la categoría de Conjunto Histórico, del sector delimitado de la población de Andújar se justifica por la necesidad de conservación de los valores históricos, edificatorios, monumentales, etnográficos, paisajísticos y medioambientales que aún conserva.

## Evolución histórica

### Prehistoria y Edad Antigua
De acuerdo a la localización geográfica de la ciudad de Andújar, sería factible relacionar el origen de la misma con los asentamientos que se documentan en el Valle del Guadalquivir y que se suceden en las Edades del Cobre y del Bronce. A este periodo pertenecen los yacimientos de Los Villares y La Ropera, en los alrededores del término municipal, entre otros yacimientos cercanos a la desembocadura del río Jándula y en el conjunto de la sierra de Andújar.
En torno al siglo II a. C. se tienen noticias del asentamiento de la cultura romana en estas cercanías del río Jándula. Las fuentes documentales que llegan relativas al Imperio romano en Hispania tratan del itinerario de la Vía Augusta. Esta vía mantenía un fluido transporte de mercancías y paso de legiones. Andújar, en esta etapa Isturgi, se inscribe en el tramo definido desde el río Jándula en dirección a Córdoba.
La imagen de la ciudad la documentan fuentes historiográficas tales como las descripciones de Estrabón, del año siete antes de nuestra era, en su obra Geografía, basada en las descripciones de geógrafos precedentes. La ribera sería un sector de uso para las actividades de la ciudad dotado de obras de ingeniería fluvial, tales como compuertas y diques para reconducir el cauce del río. Obras de acondicionamiento de las riberas del Guadalquivir mencionadas por Filóstrato, y que se hacían, también en el conjunto de la península ibérica según las descripciones recogidas en la Historia Natural de Plinio el Viejo en el siglo I.

### Edad Media
La incorporación del sector fluvial a la ciudad medieval como espacio urbano se resuelve, en líneas generales, como una operación de planificación de las infraestructuras del espacio público romano. Andújar, de acuerdo con su situación geográfica, es un punto estratégico en la dominación de la península durante la Edad Media. Esta condición va a definir la presencia de Andújar en las fuentes historiográficas musulmanas. Así, el origen de la actual ciudad estaría definido en torno al año 887 cuando el emir de Córdoba ordena a su gobernador en la cora de Jaén que refuerce la defensa de la ciudad. Serán pues los árabes los que configuren un núcleo de cierta envergadura, hoy patente en la morfología urbana de la ciudad y en su toponimia.
En 1147, cuando Alfonso VII conquista la ciudad, el sistema defensivo se resolvía a partir de la muralla, aunque no será hasta finales del siglo XII o principios del XIII cuando se consolida este sistema de defensa, ya que hasta este momento, para defender la ciudad, en el trazado de la muralla se alternaban accidentes geográficos que oficiaban de elementos defensivos, recurso este que será una constante en las fortificaciones de las ciudades del valle del Guadalquivir.
Siguiendo las investigaciones de Juan Eslava Galán, el recinto amurallado, de tapial con alternancia de ladrillo, describía una forma trapezoidal e integraba en su recorrido torreones, que en las esquinas se definían como torres albarranas octogonales. La muralla, partiendo del Castillo, continúa por Tiradores, paseo de Colón, Altozano del Alcázar, Comedias y Postigos, Altozano de la Marquesa, Silera, Altozano de la Virgen María, Hoyo, Peso de la Harina, Ollerías, San Francisco y, de nuevo, el Castillo. La morfología de dicho recinto, que tenía doce puertas de las cuales se conserva su toponimia, correspondía al esquema de ciudades hispanomusulmanas, caracterizado por calles estrechas y tortuosas que desembocan en ensanches o altozanos.
La agrupación en gremios de obreros por calles es un fenómeno que hoy queda patente en el ensanche correspondiente a Puerta del Sol, donde encontramos Ballesteros, Notarios, Maestras, Mesones, etc. y el correspondiente al ensanche de San Bartolomé, donde encontramos otros oficios populares como Meloneros, Vendederas, Astilleros, etc.

### Edad Moderna
En el siglo XVI se consolida la comunicación a partir de doce puertas, número que Juan Eslava estima excesivo y reduce a un total de seis que serían: de Córdoba, Santa Clara, Alcázar, Sol, Peso de Harina y Arco Grande. En este momento la ciudad crece extendiéndose a partir de las principales puertas de la muralla: La Corredera de San Bartolomé desde el Arco Grande y Calancha desde el Arco Chico hacia el noroeste.
Siguiendo el curso de la historia de Andújar en los años posteriores a la reconquista, la ciudad mantiene la ocupación del territorio definido hasta el momento. Los cambios que se suceden serán en relación con los usos en los espacios urbanos, que de alguna manera se reflejarán en la expansión urbanística siglos más tarde. Como se puede constatar a partir del análisis de la morfología urbana de Andújar, son reconocibles seis siglos más tarde trazas de una puerta en recodo de acceso a la ciudad desde la orilla del río. Esto hace incidencia en la consideración de la ciudad como ciudadela de ribera y paso histórico.

### Edad Contemportánea
Durante los siglos XVIII y XIX, la Real Provisión dada por Carlos III el dieciocho de marzo de 1760 plantea la actuación general sobre el río Guadalquivir desde Bonanza hasta Córdoba por medio de obras de gran envergadura, lo que incluye el arreglo de puntos claves aguas abajo de Sevilla y aguas arriba de Córdoba hasta Andújar.
Importante hecho para la comprensión y análisis morfológico es el que deriva del estudio de edificaciones conventuales. Es en la Edad Contemporánea cuando se producen los principales cambios urbanísticos en la ciudad, ya que la población se ve inmersa en un proceso fluctuante de crecimiento-receso debido a las malas épocas de cosechas o epidemias.
La delimitación del Conjunto Histórico de Andújar se basa en el análisis de la evolución histórica de la ciudad, el estudio morfológico de los viales, manzanas y parcelas, así como en el estudio de las diferentes tipologías arquitectónicas, resultando así, un área homogénea.